# Casa Susanna
Casa Susanna era una casa di campagna a Jewett, New York, per travestiti e donne transgender nei primi anni 1960. Era gestita da Susanna Valenti e sua moglie Maria, che gestiva anche un negozio di parrucche in città.

## Storia
Maria acquistò la proprietà di 150 acri a metà degli anni 1950; originariamente, i Valenti lo avevano soprannominato Chevalier D'Eon Resort. Facevano pagare $ 25 per un soggiorno di un fine settimana, che includeva vitto, alloggio e lezioni di trucco.
Nascosta nelle Catskills rurali, Casa Susanna forniva la privacy necessaria ai suoi ospiti, in un'epoca in cui il travestimento pubblico era reato in gran parte dell'America. Tuttavia, gli ospiti della casa visitavano la città di Hunter per fare acquisti, dove nonostante alcune reazioni negative, molti locali li vedevano come clienti affidabili. Casa Susanna era un rifugio che consentiva ai suoi ospiti di celebrare la loro "donna interiore" senza ritorsioni, e fungeva da spazio all'interno del quale potevano partecipare ad attività di giardinaggio e giochi da tavolo, sentendosi liberi di esprimere la loro identità di genere o il desiderio di travestirsi.

## Riferimenti nella cultura di massa
- Il libro Casa Susanna,[4] basato su una raccolta di fotografie, ha ispirato l'opera teatrale Casa Valentina di Harvey Fierstein, candidata ai Tony Award.[5]

- Casa Susanna, film documentario di Sébastien Lifshitz, ha debuttato alla 79ª Mostra Internazionale d'Arte Cinematografica di Venezia.[6]